# Parvicaecilia nicefori
Parvicaecilia nicefori är en groddjursart som först beskrevs av Barbour 1924.  Parvicaecilia nicefori ingår i släktet Parvicaecilia och familjen Caeciliidae. IUCN kategoriserar arten globalt som livskraftig. Inga underarter finns listade i Catalogue of Life.